# Weriyeng
Weriyeng (également orthographié « Warieng ») est l'une des deux dernières écoles de navigation traditionnelle trouvées dans les îles Carolines centrales en Micronésie, l'autre étant Fanur. Par tradition, ces deux écoles étaient considérées comme les plus élevées de toutes les écoles de navigation qui parsemaient autrefois les îles des Carolines centrales. Par tradition, l'école Weriyeng a été fondée sur l'île de Pulap, qui se trouve aujourd'hui dans la région de Pattiw de l'État de Chuuk, dans les États fédérés de Micronésie.
Mau Piailug est l'un des navigateurs les plus célèbres de cette école. Il a formé le célèbre guide hawaïen moderne Nainoa Thompson.